# Horinčovo
Horinčovo (ukrajinsky Горінчово nebo také Горінчове, maďarsky Herincse) je obec v okrese Chust v Zakarpatské oblasti Ukrajiny. V roce 2025 měla celá obec 4044 obyvatel.

## Místní části
| Horinčovo |
| Dilok     |
| Kutlaš    |
| Posič     |
| Sjurjuk   |

## Jednotné územní společenství (hromada) Horinčovo
V Horinčovu je administrativní sídlo jednotného územního společenství (ukrajinsky Горінчівська сільська громада), do kterého patří Horinčovo a tyto další obce:
| Přepis do latinky | Název obce v cyrilici |
| Dilok             | Ділок                 |
| Kutlaš            | Кутлаш                |
| Posič             | Посіч                 |
| Sjurjuk           | Сюрюк                 |
| Berezovo          | Березово              |
| Honcoš            | Гонцош                |
| Rjapid            | Ряпідь                |
| Monastyrec        | Монастирець           |
| Medvežyj          | Медвежий              |
| Oblaz             | Облаз                 |
| Potočok           | Поточок               |
| Topolyn           | Тополин               |
| Nyžnij Bystryj    | Нижній Бистрий        |
| Protyven          | Противень             |
| Šyroke            | Широке                |

Toto územní společenství má rozlohu 223,6 km2; v roce 2020 v něm žilo 12 785 obyvatel.

## Historie
Do uzavření Trianonské smlouvy byla obec součástí Uherska, poté součástí Československa. Za první československé republiky byl v Horinčovu obecní notariát, četnická stanice a poštovní úřad. Od roku 1945 byla obec součástí Ukrajinské sovětské socialistické republiky, která byla součástí SSSR. Od roku 1991 je obec součástí nezávislé Ukrajiny.